# Microporella
Microporella är ett släkte av mossdjur som beskrevs av Walter Douglas Hincks 1877. Microporella ingår i familjen Microporellidae.
Släktet Microporella indelas i:
- Microporella agonistes
- Microporella alaskana
- Microporella ampla
- Microporella antarctica
- Microporella antiborealis
- Microporella appendiculata
- Microporella arctica
- Microporella areolata
- Microporella borealis
- Microporella californica
- Microporella catalinensis
- Microporella ciliata
- Microporella clypeiformis
- Microporella coronata
- Microporella cribellata
- Microporella cribrosa
- Microporella cucullata
- Microporella dentilingua
- Microporella diademata
- Microporella discors
- Microporella echinata
- Microporella elegans
- Microporella epihalimeda
- Microporella fimbriata
- Microporella formosa
- Microporella franklini
- Microporella germana
- Microporella gibbosula
- Microporella harmeri
- Microporella hastigera
- Microporella huanghaiensis
- Microporella hyadesi
- Microporella inermis
- Microporella infundibulipora
- Microporella insperata
- Microporella intermedia
- Microporella ketchikanensis
- Microporella klugei
- Microporella laticella
- Microporella lepralioides
- Microporella lepueana
- Microporella lineata
- Microporella luellae
- Microporella lunifera
- Microporella madiba
- Microporella mandibulata
- Microporella marsupiata
- Microporella mayensis
- Microporella micropora
- Microporella monilifera
- Microporella neocribroides
- Microporella normani
- Microporella ordo
- Microporella orientalis
- Microporella pectinata
- Microporella personata
- Microporella planata
- Microporella pontifica
- Microporella protea
- Microporella pulchra
- Microporella rogickae
- Microporella sanmiguelensis
- Microporella santabarbarensis
- Microporella serrata
- Microporella setiformis
- Microporella speciosa
- Microporella speculum
- Microporella spicata
- Microporella stellata
- Microporella stenoporta
- Microporella svalbardensis
- Microporella tractabilis
- Microporella trigonellata
- Microporella umbonata
- Microporella umboniformis
- Microporella umbonula
- Microporella umbracula
- Microporella unca
- Microporella vacuatus
- Microporella waghotensis
- Microporella vibraculifera
- Microporella wrigleyi